# Moustique (magazine)
Pour les articles homonymes, voir Moustique (homonymie) et Mosquito.
Moustique, autrefois Le Moustique, puis Télémoustique, est un magazine hebdomadaire belge de langue française. Il publie les programmes des télévisions communément captables en Belgique francophone mais traite également l'actualité générale (politique, sociale, économique) et culturelle. Né en 1924, il a longtemps été intimement lié à l'hebdomadaire Spirou. Les deux journaux ont été créés par la maison Dupuis et sont restés sous la houlette du même éditeur, avec deux rédactions très proches, jusqu'en septembre 1985, date à laquelle les différentes activités du groupe Dupuis ont été reprises par différentes sociétés. Le Moustique est devenu Télémoustique à la fin des années 1960 et a repris son nom original en mars 2011. Moustique est la propriété de l'éditeur belge L'Avenir Hebdo, groupe IPM.

## Composition du magazine
La première partie du magazine est réservée à l’actualité au sens large et se divise en trois rubriques. On y trouve un grand dossier qui s'attache à développer ou analyser un point de l'actualité politique, économique, sociale ou culturelle de la semaine, et une série d'autres articles à vocation identique, mais traités sur deux, trois ou quatre pages. En fin de cette première partie se trouve un cahier Tendances reprenant une série d'articles plus orientés bien-être et consommation : cuisine, santé, high tech, tourisme, etc. La seconde rubrique, culturelle, propose un aperçu de l'actualité dans les domaines de la littérature et de la BD, du cinéma, de la vidéo, de la musique avec, parfois, une série d'interviews d'artistes (musiciens, acteurs, réalisateurs...). La troisième est, elle, directement reliée à l'actualité télévisuelle. Chaque rubrique est accompagnée d'un résumé de l'actualité de la semaine, qu'elle soit générale, culturelle ou télévisuelle.
La seconde partie du magazine est composée du guide des programmes télé proprement dit, réputé assez complet, et de quelques pages "jeux".

## Chroniques régulières
- Pop Hot de Piero Kenroll (de 1969 à 1981)
- Les Télé-Graphistes
- La rubrique vidéo de David Heyo
- Les Humoeurs de Marc Moulin (de janvier 1997 à août 2008)[3]
- La semaine de Pierre Kroll (jusqu'en 2010)
- Le Télescope de Dubus (jusqu'en 2010)
- Tac au Tac de Sébastien Ministru
- Le beau monde de Vincent Peiffer
- Kanarland de Kanar
- À L'Ouest de l'Info de Jean-Laurent Van Lint
- La vie formidable de Jean-Luc Cambier
- Sacha Daout sur un plateau
- Les faits alternatifs par Pierre Scheurette
- Roman-Photo
- En chiffres
- 10 choses à savoir sur...

## Bande dessinée
- César et Ernestine de Maurice Tillieux y fut publié du 31 décembre 1959 au 28 juillet 1966.
- La Griffe grise, série brésilienne dessinée par Renato Silva, y est parue en français dans les années 1940.

## Tirage et diffusion
Moustique est le troisième hebdomadaire de Belgique francophone en diffusion payante. Le magazine compte environ 550 000 lecteurs en 2006 (Centre d'information sur les médias).

## Apparition dans l'univers de la BD
- Le journal Moustique apparait dans les aventures de Spirou et Fantasio. Ainsi, au début de leurs aventures, Fantasio y travaille comme reporter avant d'être embauché comme secrétaire de rédaction par le journal de Spirou, même s'il lui arrive par la suite de couvrir un reportage pour ses anciens employeurs. Sa rivale, Seccotine, a été embauchée lors de l'album La Corne de rhinocéros ; dans Le Nid des marsupilamis, toujours en tant que journaliste au Moustique, elle est le personnage principal du récit-cadre au sein duquel est enchâssé le « film » montrant la vie d'une famille de marsupilamis dans la forêt palombienne.